# Larentia cervinata
Larentia cervinata là một loài bướm đêm trong họ Geometridae.